# Аушадияр
Аушадияр — древний утраченный образец устного народного творчества казахов, близкий к бытовым обрядовым жанрам. Некоторые сохранившиеся тексты Аушадияр впервые опубликован в 1980-х гг. В дастане «Акылды Ақым» из серии «Сорок потомков Бахтияра» приводятся данные о происхождении Аушадияр. От далекого предка Азат-Бакыта родился Бахтияр, от него Алтай, от Алтая — Аушадияр. Алтай стал могучим батыром, его именем названы Алтайские горы, Аушадияр заслужил славу справедливого правителя, и все праздники было принято начинать песней в его честь. Авторство первых 100 куплетов восхвалений и наставлений приписывают акыну Есенгелди. Аушадияр — назидательное повествование, создал предпосылки для возникновения другого жанра — терме.